# Ultimate Avengers 2
Ultimate Avengers 2 (Ultimate Avengers 2: Rise of the Panther), noto anche col titolo Ultimate Avengers 2 - L'ascesa della Pantera Nera, è un film del 2006 diretto da Bob Richardson. È il secondo film d'animazione direct-to-video della serie Marvel Animated Features, risultato di una joint venture tra Marvel Studios e Lions Gate Entertainment, e sequel di Ultimate Avengers (2006). Il lungometraggio è liberamente ispirato alla serie a fumetti Ultimates di Mark Millar e Bryan Hitch. L'animazione fu realizzata dallo studio sudcoreano Dong Woo Animation. Il film uscì negli Stati Uniti l'8 agosto 2006, generando un profitto di circa 7,9 milioni di dollari.

## Trama
T'Challa, principe di Wakanda, fa ritorno nel suo paese e scopre che questo è sotto attacco della razza aliena conosciuta come Chitauri. Il padre di T'Challa viene ucciso e i Chitauri sono liberi di rubare il vibranio, una lega presente solo in Wakanda e con cui gli alieni costruiscono le loro armi e navicelle. T'Challa assume l'identità di Pantera Nera e chiede aiuto a Capitan America per battere i nemici e vendicare la morte di suo padre.
Nick Fury, direttore dello S.H.I.E.L.D., riunisce, così, gli Ultimates composti dal già citato Capitan America, Iron Man, Giant-Man, Wasp e Vedova Nera. Dopo un battibecco iniziale con i soldati del Wakanda, che vede Wasp venir ferita e lo scudo di Capitan America venir rubato, gli Ultimates si uniscono a Pantera Nera per combattere i Chitauri. A loro si unisce anche Thor.
Intanto il dottor Bruce Banner, rinchiuso sotto sorveglianza, scopre che i raggi gamma indeboliscono il vibranio; per questo manda in Wakanda la sua amata Betty Ross, munita di un'arma spara-raggi gamma così da aiutare gli Ultimates nella difficile impresa. Grazie a questo, il vibranio s'indebolisce e i Chitauri vengono sconfitti, non prima di aver ucciso Giant-Man.
Pantera Nera ringrazia gli Ultimates e questi fanno ritorno a casa, scoprendo che Banner, tramutatosi nuovamente in Hulk è fuggito dalla sua prigionia.

## Personaggi e doppiatori
| Personaggio                    | Doppiatore originale | Doppiatore italiano |
| ------------------------------ | -------------------- | ------------------- |
| Capitan America / Steve Rogers | Justin Gross         | Marco Mete          |
| Wasp / Janet Pym               | Grey DeLisle         | Beatrice Margiotti  |
| Bruce Banner                   | Michael Massee       | Sergio Luzi         |
| Iron Man / Tony Stark          | Marc Worden          | Romano Malaspina    |
| Vedova Nera / Natalia Romanoff | Olivia d'Abo         | Marina Guadagno     |
| Betty Ross                     | Nan McNamara         | Deborah Ciccorelli  |
| Giant-Man / Hank Pym           | Nolan North          | Andrea Mete         |
| Nick Fury                      | Andre Ware           | Fabrizio Pucci      |
| Thor                           | David Boat           |                     |
| Hulk                           | Fred Tatasciore      | Alessandro Ballico  |
| Herr Kleiser                   | Jim Ward             |                     |
| T'Challa / Pantera Nera        | Jeffrey D. Sams      | Roberto Draghetti   |

## Distribuzione

### Edizione italiana
Il film fu distribuito in Italia dalla Eagle Pictures l'11 novembre 2009. Il doppiaggio fu eseguito dallo Studio Emme e diretto da Sergio Luzi su dialoghi di Valter Polini. Rispetto al film precedente fu cambiata la doppiatrice di Betty Ross, che passò da Irene Di Valmo a Deborah Ciccorelli.